# Poonindie
Poonindie egy kis község Port Lincoln közelében az Eyre-félszigeten, Dél-Ausztráliában.
A terület eredetileg a Barngarla-törzs földje volt. Poonindiet 1850-ben alapította Augustus Short adelaidei anglikán érsek, amely egy küldetésként szolgált arra nézve, hogy megtérítsék az őslakos embereket Dél-Ausztráliában.
Az eredeti templom épületét ma is használják. A község szintén fennmaradt, kevés lakossággal. A missziós területet őslakos rezervátummá változtatták, valamint a Port Lincolni Bennszülött Közösség Tanácsának felelősségi körébe tartozik. Az őslakosok a földet most saját tulajdonként használják, mintha e kis terület szülőföldjük, vagy külön hazájuk lenne, melyet Akenta néven neveznek.

## Örökségi listák
Poonindie több olyan helyszínnel is rendelkezik, amely szerepel a Dél-Ausztráliai Örökségvédelmi Nyilvántartásban, beleértve:
- Poonindie Mission Bakehouse Complex and Well[3]
- Poonindie Mission Superintendent's Residence[4]
- Poonindie Temető[5]
- Poonindie Mission Iskolaépület[6]
- Saint Matthew Anglikán templom[7]

## Lásd még
- Eyre-félszigeti bozóttűz